# Унін (Мазовецьке воєводство)
Унін (пол. Unin) — село в Польщі, у гміні Ґужно Ґарволінського повіту Мазовецького воєводства.
Населення — 760 осіб (2011).
У 1975-1998 роках село належало до Седлецького воєводства.

## Демографія
Демографічна структура станом на 31 березня 2011 року:
|          | Загалом | Допрацездатний вік | Працездатний вік | Постпрацездатний вік |
| -------- | ------- | ------------------ | ---------------- | -------------------- |
| Чоловіки | 366     | 82                 | 240              | 44                   |
| Жінки    | 394     | 87                 | 220              | 87                   |
| Разом    | 760     | 169                | 460              | 131                  |